# Zenkerella (botanica)
Zenkerella Taub., 1894  è un genere di piante appartenenti alla famiglia  delle Fabacee (o Leguminose).

## Distribuzione e habitat
Il genere è diffuso in Africa (Nigeria, Camerun, Gabon, Tanzania).

## Tassonomia
Comprende le seguenti specie:
- Zenkerella capparidacea (Taub.) J.Leonard
- Zenkerella citrina Taub.
- Zenkerella egregia J.Leonard
- Zenkerella grotei (Harms) J.Leonard
- Zenkerella perplexa Temu
- Zenkerella schliebenii (Harms) J.Leonard